# Banque de Namibie
La Banque de Namibie (en anglais : Bank of Namibia) est la banque centrale de la Namibie. dont la création est inscrite dans l'article 128 de la Constitution namibienne. Elle est située dans la capitale, Windhoek. La Banque de Namibie a été créée en 1990 par la loi n° 8 de 1990 sur la Banque de Namibie. Elle est la seule institution autorisée à émettre le dollar namibien en vertu d'une loi du Parlement namibien. Le gouverneur de la Banque de Namibie est à la tête de la Banque de Namibie.

## Histoire
La banque est engagée dans des politiques de promotion de l'inclusion financière et est membre de l'Alliance pour l'inclusion financière. Le 5 mars 2012, la Banque de Namibie a annoncé qu'elle prendrait des engagements spécifiques en faveur de l'inclusion financière dans le cadre de la Déclaration de Maya. 
En mai 2024, la Banque de Namibie et NPCI International Payments Ltd. (NIPL), la branche internationale de la National Payments Corporation of India (NPCI) en Inde, ont collaboré à la mise en œuvre d'un système de paiement instantané inspiré de l'interface de paiement unifiée (UPI) indienne.

## Liste des gouverneurs
| Rang | Nom                   | Mandat                                  |
| ---- | --------------------- | --------------------------------------- |
| 1er  | Wouter Benard         | (16 juin 1990 - 31 août 1991)           |
| 2e   | Erik Lennart Karlsson | (1er septembre 1991 - 31 décembre 1993) |
| 3e   | Jaafar bin Ahmad      | (1er janvier 1994 - 31 décembre 1996)   |
| 4e   | Tom Alweendo          | (1er janvier 1997 - 25 mars 2010)       |
| 5e   | Iipumbu Shiimi        | (25 mars 2010 - 1er juin 2020)          |
| 6e   | Johannes ǃGawaxab     | (Depuis le 1er juin 2020)               |